# Disturbios en Urumchi de julio de 2009
El 5 de julio de 2009 se produjeron disturbios en Urumchi, capital de la Región autónoma de Sinkiang, en el noroeste de la República Popular China. Entre 1000 y 3000 uigures tomaron parte en los altercados, que se saldaron al menos 192 muertos y más de 1700 heridos, según fuentes gubernamentales chinas.

## Antecedentes
El brote de violencia vino motivado por el largo conflicto entre la etnia han, la mayoritaria en la República Popular China, y la uigur, una de las 55 etnias minoritarias reconocidas en el país. Dicho conflicto, se reavivó tras la muerte de dos trabajadores uigures en la provincia de Guangdong, en el sur del país.

## Consecuencias
Los disturbios dejaron unos 800 heridos y numerosos vehículos calcinados. 197 fueron masacrados, en su mayoría chinos de la etnia han. La policía intervino con gases lacrimógenos y chorros de agua a presión.